# どうぶつ社
どうぶつ社（どうぶつしゃ）は、日本の出版社。2012年12月に出版活動を停止した。2013年10月現在、本はジュンク堂書店池袋本店でのみ扱われている。
おもに動物関係の書籍を出版したが、民俗学、文化人類学、心理学関連の書籍もあった。全体的に、日本語訳された本が多かった。
2013年10月、丸善出版によって3タイトルが復刻された。